# Myiocapsus
Myiocapsus is een geslacht van wantsen uit de familie van de Miridae (Blindwantsen). Het geslacht werd voor het eerst wetenschappelijk beschreven door Poppius in 1914.

## Soorten
Het genus bevat de volgende soorten:

- Myiocapsus balasonensis Stonedahl, 1988
- Myiocapsus bilobatus Stonedahl, 1988
- Myiocapsus jacobsoni Poppius, 1914
- Myiocapsus maai Stonedahl, 1988
- Myiocapsus mindanao Stonedahl, 1988
- Myiocapsus perak Stonedahl, 1988
- Myiocapsus sabah Stonedahl, 1988
- Myiocapsus tawau Stonedahl, 1988
- Myiocapsus tjibodas Stonedahl, 1988